# مستودكة
المستودكة (الاسم العلمي: Piophila) هي جنس من الحشرات يتبع الفصيلة المستودكية من رتبة الذوات الجناحين.

## أنواع المستودكة
- مستودكة جبنية
- مستودكة مكنسية
- مستودكة هرمة
- مستودكة شائعة
- مستودكة جنوبية
- مستودكة سوداء الرأس